# Фізіологія праці
Фізіологія праці - розділ фізіології, що вивчає закономірності протікання фізіологічних процесів і особливості їх регуляції при трудовій діяльності людини, тобто трудовий процес в його фізіологічних проявах.
Її завдання - вироблення принципів і норм, які сприяють поліпшенню і оздоровленню умов праці, а також нормування праці. Як самостійна дисципліна фізіологія праці набула розвитку у другій половині ХІХ ст. В Україні дослідження з питань фізіології праці проводять у Харкові, Донецьку, Кривому Розі.